# Rue des Peupliers (Paris)
Ne doit pas être confondu avec Avenue des Peupliers, Place des Peupliers ou Square des Peupliers.
La rue des Peupliers est une voie du 13e arrondissement de Paris située dans le quartier de la Maison-Blanche.

## Situation et accès

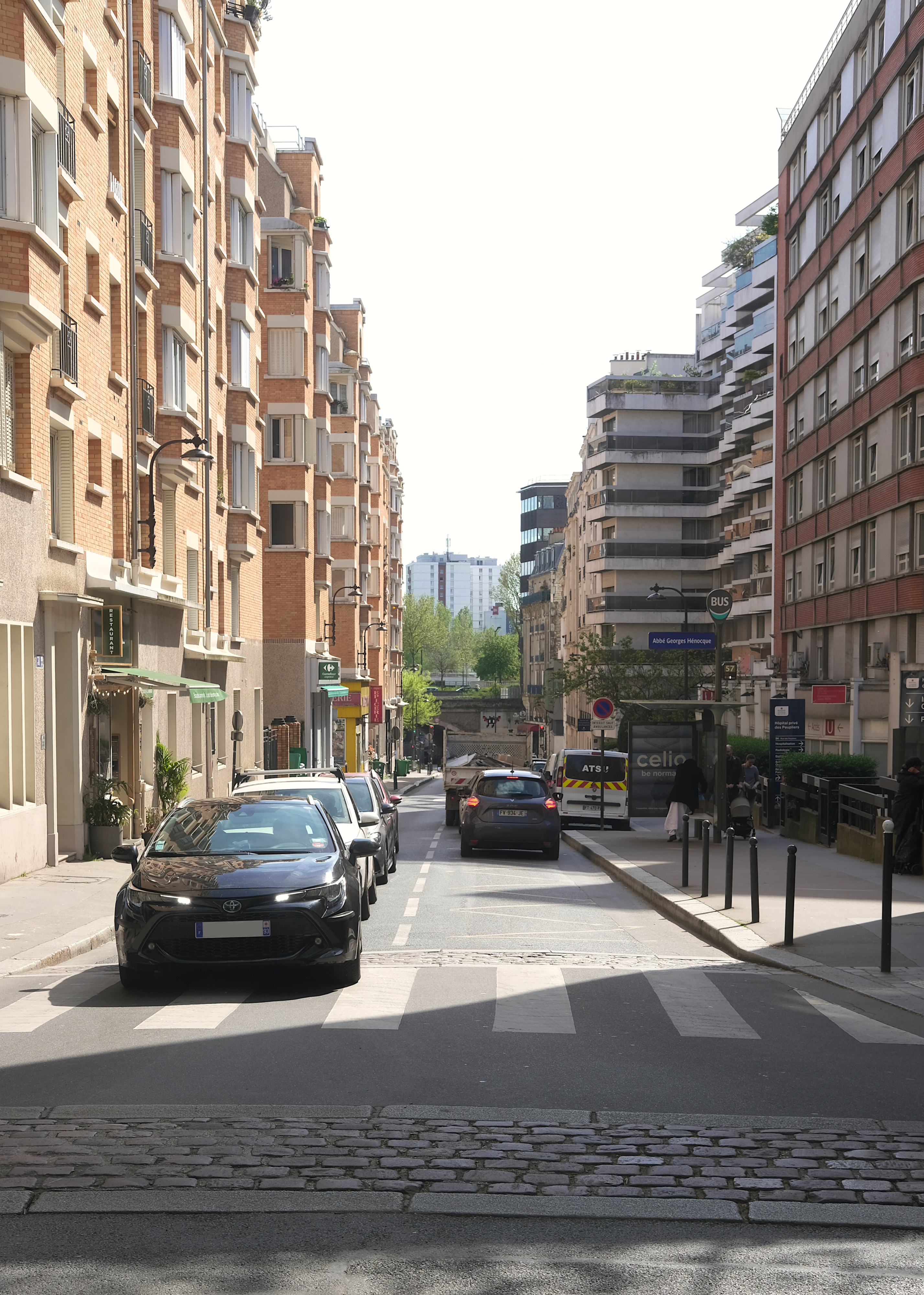
La rue des Peupliers au sud de la place de l'Abbé-Georges-Hénocque.

La rue des Peupliers est située à proximité des stations Tolbiac et Maison Blanche de la ligne 7 du métro de Paris et est proche de la ligne de tramway T3a.

## Origine du nom
Elle porte ce nom car elle était à l'origine bordée de peupliers.

## Historique
Ancien « chemin des Peupliers » sur la commune de Gentilly présent sur le plan de Roussel de 1730, la voie est annexée par la ville de Paris, en 1863, qui décide de réaliser le percement de la partie nord entre la rue du Moulin-des-Prés et un bras de la Bièvre,.
Une partie de la voie délimite la ZAC Gare de Rungis

## Bâtiments remarquables et lieux de mémoire
- La rue, après avoir passé la place de l'Abbé-Georges-Hénocque, mène à la poterne des Peupliers où se trouve la dernière porte encore préservée de l'enceinte de Thiers.
- Elle longe l'ancien hôpital de la Croix-Rouge, devenu en 2006 l'hôpital privé des Peupliers.
- Elle passe sous la ligne de Petite Ceinture, ouverte au public en 2016 dans cette section à l'emplacement du jardin de la Poterne-des-Peupliers.
- Le pont de la Petite Ceinture accueillait, exactement dans l'axe de la rue, une des œuvres d'art contemporain installées en 2006 par la ville de Paris sur le parcours de la ligne de tramway T3a : Mirage de Bertrand Lavier. Il s'agissait de palmiers métalliques mobiles qui se levaient et s'abaissaient périodiquement, apparaissant ou disparaissant à la vue des passants comme un mirage dans le désert.

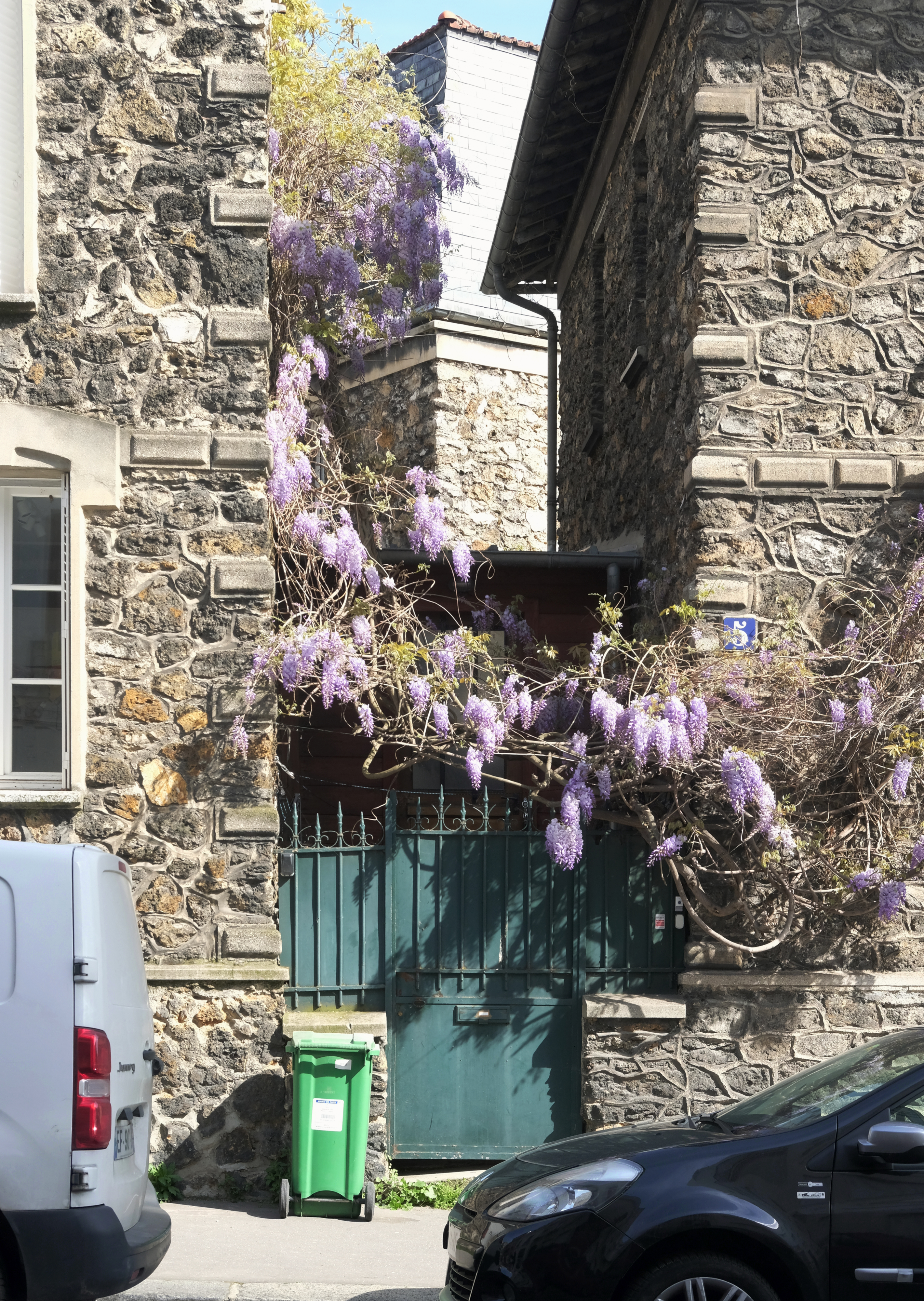
L'entrée du n°5.
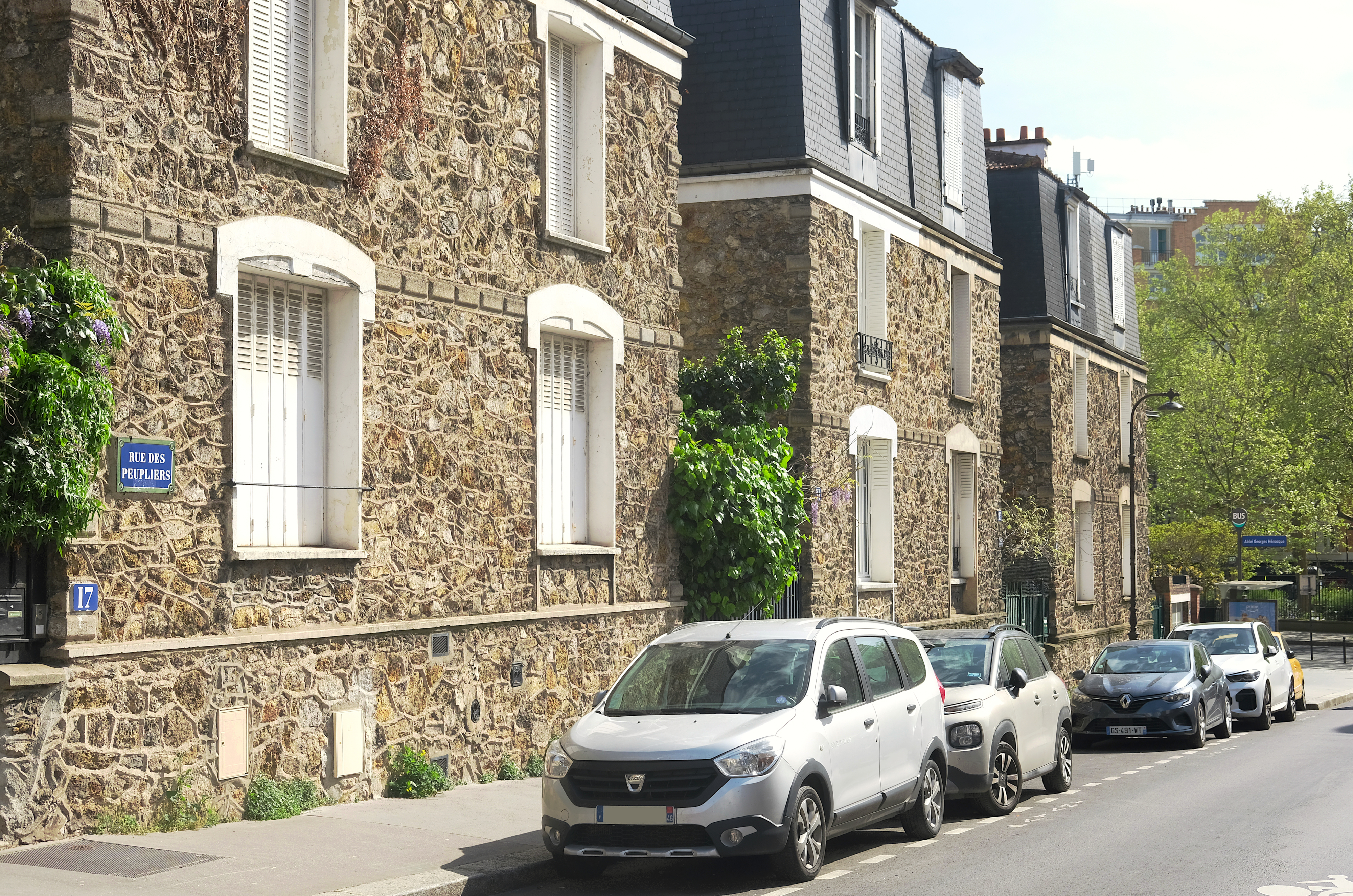
Maisons en meulière du haut de la rue.
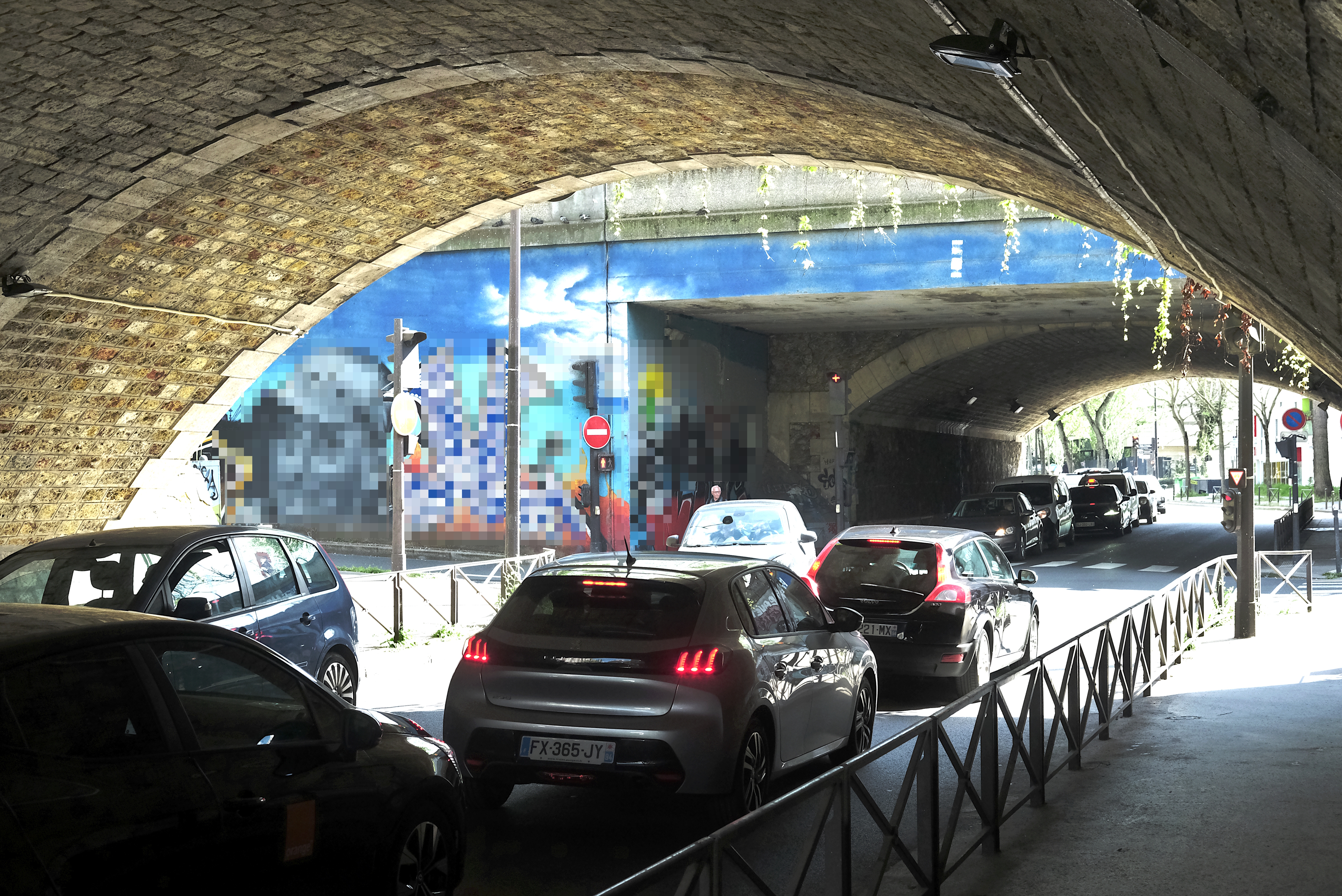
La rue au niveau de la Poterne des Peupliers.